# Thomson Allan
Thomson Sandlands Allan (ur. 5 października 1946 w Longridge) – szkocki piłkarz występujący podczas kariery na pozycji bramkarza.

## Kariera klubowa
Thomson Allan zawodową karierę rozpoczynał w 1970 roku w szkockim klubie Hibernian w 1963. W lidze szkockiej zadebiutował w 1965. Z Hibernianem dotarł do finału Puchar Ligi Szkockiej w 1969. Mając problem z wywalczeniem miejsca w bramce Hibernianu w 1971 zdecydował się odejść do Dundee F.C. Z Dundee dotarł do finału Puchar Ligi Szkockiej w 1974. W 1979 powrócił do Edynburga, gdzie został zawodnikiem Heart of Midlothian. Z Hearts spadł do drugiej ligi w 1979. W latach 1980–1983 występował w drugoligowym Falkirk. Karierę piłkarską zakończył w 1983 w trzecioligowym East Stirlingshire.
| Sezon   | Klub                     | Kraj    | Rozgrywki        | Mecze | Bramki |
| ------- | ------------------------ | ------- | ---------------- | ----- | ------ |
| 1963/64 | Hibernian F.C.           | Szkocja | Division One     | 0     | 0      |
| 1964/65 | Hibernian F.C.           | Szkocja | Division One     | 0     | 0      |
| 1965/66 | Hibernian F.C.           | Szkocja | Division One     | 12    | 0      |
| 1966/67 | Hibernian F.C.           | Szkocja | Division One     | 30    | 0      |
| 1967/68 | Hibernian F.C.           | Szkocja | Division One     | 14    | 0      |
| 1968/69 | Hibernian F.C.           | Szkocja | Division One     | 13    | 0      |
| 1969/70 | Hibernian F.C.           | Szkocja | Division One     | 1     | 0      |
| 1970/71 | Hibernian F.C.           | Szkocja | Division One     | 0     | 0      |
| 1971/72 | Dundee F.C.              | Szkocja | Division One     | 0     | 0      |
| 1972/73 | Dundee F.C.              | Szkocja | Division One     | 29    | 0      |
| 1973/74 | Dundee F.C.              | Szkocja | Division One     | 33    | 0      |
| 1974/75 | Dundee F.C.              | Szkocja | Division One     | 34    | 0      |
| 1975/76 | Dundee F.C.              | Szkocja | Premier Division | 36    | 0      |
| 1976/77 | Dundee F.C.              | Szkocja | Premier Division | 10    | 0      |
| 1977/78 | Dundee F.C.              | Szkocja | Premier Division | 17    | 0      |
| 1978/79 | Meadowbank Thistle F.C.  | Szkocja | Division Two     | 2     | 0      |
| 1978/79 | Heart of Midlothian F.C. | Szkocja | Premier Division | 16    | 0      |
| 1979/80 | Heart of Midlothian F.C. | Szkocja | Division One     | 8     | 0      |
| 1980/81 | Falkirk F.C.             | Szkocja | Division One     | 12    | 0      |
| 1981/82 | Falkirk F.C.             | Szkocja | Division One     | 0     | 0      |
| 1982/83 | Falkirk F.C.             | Szkocja | Division One     | 0     | 0      |
| 1982/83 | East Stirlingshire F.C.  | Szkocja | Division Two     | 1     | 0      |

## Kariera reprezentacyjna
W reprezentacji Szkocji Allan zadebiutował 27 marca 1974 w przegranym 1-2 towarzyskim meczu z RFN. Drugi i zarazem ostatni raz w reprezentacji wystąpił 6 czerwca 1974 w wygranym 2-1 towarzyskim meczu z Norwegią. Kilka dni później został powołany do kadry na mistrzostwa świata, na których był rezerwowym.
| Mecze i gole w reprezentacji | Mecze i gole w reprezentacji | Mecze i gole w reprezentacji | Mecze i gole w reprezentacji | Mecze i gole w reprezentacji | Mecze i gole w reprezentacji | Mecze i gole w reprezentacji |
| #                            | Data                         | Miasto                       | Przeciwnik                   | Gol                          | Wynik                        |                              |
| ---------------------------- | ---------------------------- | ---------------------------- | ---------------------------- | ---------------------------- | ---------------------------- | ---------------------------- |
| 1.                           | 27.03.1974                   | Frankfurt nad Menem          | RFN                          |                              | 1:2                          | towarzyski                   |
| 2.                           | 06.06.1974                   | Oslo                         | Norwegia                     |                              | 2:1                          | towarzyski                   |